# Ghiacciaio Sykow
Il ghiacciaio Sykow è un ghiacciaio lungo circa 40 km situato sulla costa di Pennell, nella regione nord-occidentale della Dipendenza di Ross, in Antartide. In particolare, il ghiacciaio, il cui punto più alto si trova a circa 1200 m s.l.m., è situato all'estremità settentrionale dei monti ANARE, dove fluisce verso nord-nord-ovest scorrendo tra le scogliere Copper, a est, e il versante occidentale del monte Kostka, prima, e del picco Saddle, poi, a ovest, per poi gettarsi nell'oceano Pacifico.

## Storia
Il ghiacciaio Sykow è stato mappato per la prima volta grazie a fotografie scattate dalla spedizione antartica sovietica svoltasi nel 1958 e così battezzato in onore dell'allievo navigatore sovietico Jewgeni Sykow, morto in Antartide il 3 febbraio 1957.